# 요제프 하스

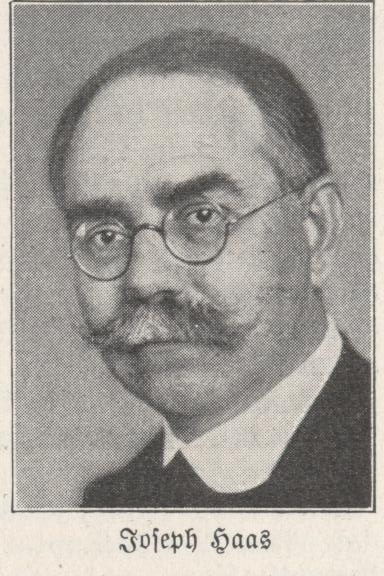
요제프 하스

요제프 하스(Joseph Haas, 1879년 3월 19일 - 1960년 3월 30일)는 독일의 후기낭만파 작곡가이자 음악 교사이다.

## 생애
뇌르틀링겐 부근의 마이힝겐에서 교사 알반 하스의 아들로 태어났다. 신학자이자 역사가인 알반 하스는 요제프 하스의 이복형이다. 어린 시절부터 음악에 접한 요제프 하스는 음악 교사가 되어 1897년부터 1904년까지 도나우강 부근의 라우잉겐에서 가르쳤다.
자신의 음악적 성향을 추구하던 중 그는 막스 레거를 만나 1904년부터 뮌헨에서 레거로부터 개인 교습을 받았다. 1907년 레거가 라이프치히로 옮기자 그도 따라가서 라이프치히 음악원에서 공부했다. 그의 선생 중에는 카를 슈트라우베와 아돌프 루트하르트가 있다. 1909년 학업을 마치고 1911년 작곡가로서 최초의 성공을 거두어, 아르투르 니키슈 장학금을 받고 1916년 슈투트가르트 음악원의 작곡 교수가 되었다. 1921년부터는 뮌헨의 "작곡 아카데미"(오늘날의 뮌헨 음악 연극 대학)에서 가르치기 시작하여, 1924년부터 1950년까지 교수로 활동했다.
1921년 파울 힌데미트와 하인리히 부르카르트와 함께 도나우에싱겐 페스티벌을 개최했다.
1930년 하스는 베를린의 프로이센 예술원 회원이 되었다.
나치 정권 기간에 하스는 고초를 겪었다. 그가 공개적으로 퇴폐 음악을 지지했고, 가톨릭 신앙을 유지했기 때문이었다. 제2차 세계대전 후 그는 뮌헨 음악 연극 대학 총장으로 취임했고 1950년 퇴임하면서 명예 교수가 될 때까지 이 대학의 전후 복구를 지휘했다.
1960년 뮌헨에서 사망한 뒤 발트프리트호프에 안장되었다.

## 중요성

### 작곡가로서
하스의 작품은 전적으로 조성에 바탕을 두고 있다. 초기에 그는 스승 막스 레거의 강한 영향을 받았으므로 레거 특유의 다성 음악과 화성 기법이 하스의 작품에도 나타나고 있다.
생전에 하스는 성공적이고 유명한 작곡가였다. 1954년 그의 75세 생일을 맞아 수많은 축하 음악제가 서독과 동독 양측에서 개최되었다. 사후 그의 작품이 공연되는 일은 극적으로 줄어들었다.
1949년 그의 친구 루페르트 에겐베르거가 하스와 그의 작품을 위한 "요제프 하스 협회"를 설립하였다.

#### 중요 작품
극음악
- Die Bergkönigin (op. 70; 1927), 프란치스카 로덴슈토크의 크리스마스 연극을 위한 음악
- Tobias Wunderlich (op. 90; 1934–37), 3막 오페라. 리브레토: 루트비히 슈트레커, 1937년 11월 24일 초연. 카셀 국립극장, 로베르트 헤거 지휘
- Die Hochzeit des Jobs (op. 93; 1940–43), 4막의 희극적 오페라. 리브레토: 루트비히 슈트레커, 1944년 7월 2일 초연. 셈페르 오페라 극장, 카를 엘멘도르프 지휘.

오라토리오
- Die heilige Elisabeth (op. 84)
- Christnacht (op. 85)
- Das Lebensbuch Gottes (op. 87)
- Das Lied von der Mutter (op. 91)
- Das Jahr im Lied (op. 103)
- Die Seligen (op. 106)

연가곡
- Sechs Krippenlieder (op. 49).
- Unterwegs (op. 65) 헤르만 헤세의 시에 붙인 곡
- Gesänge an Gott (op. 68) 야코프 크나이프의 시에 붙인 곡

미사곡, 교회 음악
- Eine Deutsche Singmesse (op. 60)
- Speyerer Domfestmesse (op. 80)
- Christ-König-Messe (op. 88)
- Münchener Liebfrauenmesse (op. 96)
- Te Deum (op. 100)
- Totenmesse (op. 101)
- Deutsche Weihnachtsmesse (op. 105)
- Deutsche Chormesse (op. 108)

관현악
- Heitere Serenade (op. 41)
- Variationen und Rondo über ein altdeutsches Volkslied (op. 45)
- Variationensuite über ein altes Rokokothema (op. 64)
- Ouvertüre zu einem frohen Spiel (op. 95)

실내악
- Streichquartett g-Moll (op. 8)
- Violinsonate h-Moll (op. 21)
- Divertimento D-Dur (op. 22) 현악 3중주
- Waldhornsonate F-Dur (op. 29)
- Divertimento C-Dur (op. 30a) 현악 4중주
- Kammertrio a-Moll (op. 38) 피아노와 두 개의 바이올린
- Grillen (op. 40) 바이올린과 피아노
- Streichquartett A-Dur (op. 50)

피아노 곡
- Wichtelmännchen (op. 27)
- Gespenster (op. 34)
- Hausmärchen (op. 35, op. 43, op. 53)
- Eulenspiegeleien (op. 39)
- Alte unnennbare Tage 피아노를 위한 애가 (op. 42)
- Sonate a-Moll (op. 46)
- Zwei Sonaten (D-Dur, a-Moll) (op. 61)
- Vier Sonatinen (C-Dur, d-Moll, G-Dur, F-Dur) (op. 94)
- Klangspiele, 피아노를 위한 10개의 소품 (op. 99)

오르간 곡
- Drei Präludien und Fugen (c-Moll, g-Moll, D-Dur) (op. 11)
- Sonate c-Moll (op. 12)
- Suite d-Moll (op. 20)
- Suite A-Dur (op. 25)

### 교사로서
하스는 중요한 음악 교사이다. 그가 가르친 많은 작곡가와 지휘자 들로는 오토 요훔(1898–1969), 카를 구스타프 펠레러, 오이겐 요훔, 카를 아마데우스 하르트만, 카를 횔러, 필리프 몰러 (1908–1982), 체자르 브레스겐, 에른스트 쿠처(1918–2008), 볼프강 자발리슈 등이 있다.